# Brigate del popolo
Le Brigate del popolo (o anche brigate bianche) furono una struttura della resistenza di diretta emanazione della Democrazia Cristiana.
La struttura organizzativa si formò nell'estate del 1944. Furono attivi nelle città.
Le formazioni di orientamento cattolico e tra loro le formazioni 'Brigate del popolo' ebbero in genere un atteggiamento prudente, sia nei confronti della popolazione, che verso gli avversari, non svolgendo azioni militari di rilievo, a differenza delle formazioni cattoliche delle Brigate Fiamme Verdi, che collaborarono con le più numerose e militarmente rilevanti formazioni comuniste (Brigate Garibaldi), così come con i raggruppamenti socialisti (Brigate Matteotti) ed azionisti (Brigate Giustizia e Libertà).